# Elsen (Adelsgeschlecht)

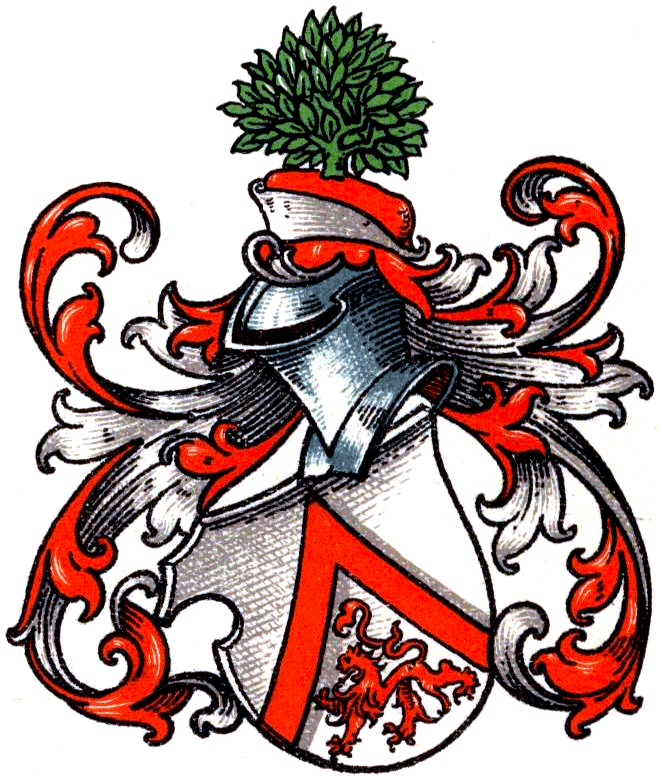
Wappen derer von Elsen im Wappenbuch des Westfälischen Adels

Elsen ist der Name eines alten westfälischen Adelsgeschlechts, das 1656 erlosch.

## Geschichte
Der Stammsitz des Geschlechts lag in Elsen, heute ein Stadtbezirk von Paderborn. Später saß die Familie auf dem Caldenhof bei Versmold, Kreis Halle.
Erstmals urkundlich erwähnt wird die Familie mit Hartmann von Elsen, der mit seiner Frau Hildeburg drei Töchter hatte, die Nonnen im Kloster Willebadessen waren. Hartmann von Elsen schenkte diesem Kloster 1177 zwei Häuser zu Esnethe und Himmelhofen und den Zehnten zu Hardersen. Hermann von Elsen war 1428 Drost zu Burg Ravensberg. Er wurde 1438 mit dem o. g. Kaldenhof belehnt.
Die Letzte des Geschlechts war Margaretha von Elsen, Ehefrau des Gerd Georg von Diepenbrock, die 1656 verstarb.

## Wappen
Blasonierung: In Silber ein roter Sparren, darunter ein schreitender roter Löwe. Auf dem Helm ein silbern aufgeschlagener roter Hut, darauf ein grüner Baumwipfel (oder Pfauenwedel?). Die Helmdecken sind rot-silbern.